# رامشاید
رامشاید (به آلمانی: Ramschied) یک منطقهٔ مسکونی در آلمان است که در بات شوالباخ واقع شده‌است. رامشاید ۸۰۰ نفر جمعیت دارد.